# Mjuk schanker
Mjuk schanker, officiellt svenskt namn: ulcus molle även kallad chancroid, är en i Sverige ovanlig könssjukdom som orsakas av en gramnegativ stavbakterie (Hemophilus ducreyi). Inkubationstiden är vanligen 3–5 dygn men kan vara upp till 14 dygn, varefter det uppkommer ömmande sår på könsorganen och samtidigt sker en ömmande ansvällning av lymfkörtlarna i ljumsken. Namnet på sjukdomen kommer sig av att sårkanterna är mjuka (till skillnad från syfilissåret där kanterna är hårda). Sjukdomen går ganska lätt att bota med antibiotika, men om den vansköts riskerar man att stora sår uppkommer med kraftig ärrbildning som följd. Sjukdomen är numera inte anmälningspliktig enligt smittskyddslagen, men man skall ändå företa en kontaktspårning för att identifiera och behandla andra smittade.

## Historia
Mjuk schanker sågs länge som en variant av syfilis. Det var först Leon Bassereau som 1857 kunde fastslå att mjuk och "hård skanker", de sår som förekommer på könsdelarna i samband med syfilis, härrörde från två olika sjukdomar. 1889 kunde den italienske dermatologen Augusto Ducrey identifiera sjukdomens smittämne. I Sverige dröjde det dock till 1896 innan man erhöll denna kunskap. Ännu i början av 1900-talet var mjuk schanker en utbredd sjukdom; i Sverige registrerades omkring 1 000 nya fall varje år. Edvard Welander introducerade en värmebehandling där hett vatten spolades genom blyrör runt såret och kunde därigenom tillfälligt läka såren. Då behandlingen med sulfapreparat introducerades minskade sjukdomsförekomsten snabbt.